# Amax Esporte Clube
L'Amax Esporte Clube, meglio noto come Amax (acronimo di Associação dos Militares e Amigos de Xapuri), è una società calcistica brasiliana con sede nella città di Xapuri, nello stato dell'Acre.

## Storia
L'associazione è stata creata nel 2007, mentre invece il club è stato creato nel 2009, e divenne professionistico nel 2011. A livello amatoriale, l'Amax ha vinto due volte il campionato cittadino di Xapuri. Nel 2013, il club ha partecipato alla seconda divisione statale, venendo sconfitto in finale dal Vasco da Gama. Nel 2014, l'Amax vince la seconda divisione statale, dopo aver sconfitto in finale l'Independência, e ottiene la promozione per la prima volta nella massima divisione statale.

## Palmarès

### Competizioni statali
- Campeonato Acriano Segunda Divisão: 1

2014